# Selkirk rex

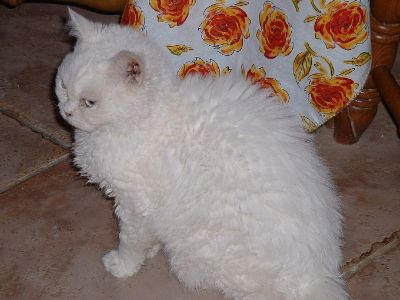
Gato Selkirk Rex

El selkirk rex es una raza de gato cuya característica principal es su pelaje ondulado, que puede ser largo o corto.
El pelo ondulado es el resultado de una tercera mutación del pelo rizado producida por un gen dominante, mientras que el del cornish y el del devon son recesivos. Se trata de un gato robusto y musculoso, al contrario que los de las otras razas de rex, que son muy pequeños y delicados. Tiene un carácter tranquilo, abierto y amistoso.
El primer ejemplar de selkirk rex fue enviado a un criador de gatos persas de Minnesota (Estados Unidos) que, a partir de ese animal, desarrolló la raza.